# Picture hat

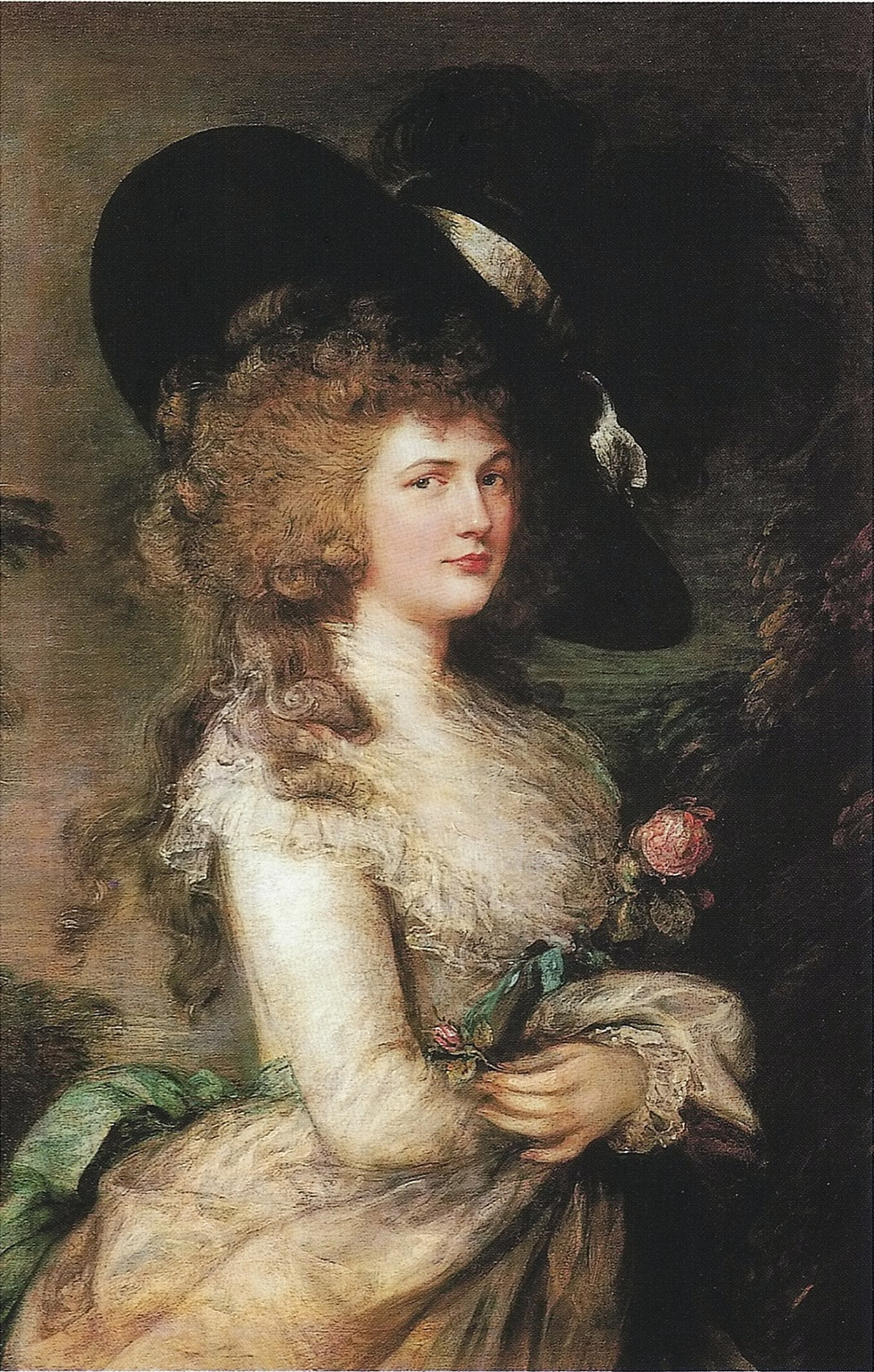
Lady Georgiana Cavendish met grote hoed op een schilderij van Thomas Gainsborough, rond 1786

Een picture hat of gainsborough-hoed is een grote, opvallende hoed voor dames met een brede rand, meestal voorzien van een uitgebreide decoratie. De naam verwijst mogelijk naar de brede rand die het gezicht omlijst als de lijst van een schilderij. De term gainsborough-hoed verwijst naar de Britse schilder Thomas Gainsborough, die in de 18e eeuw veel portretten van dames met grote hoeden schilderde. Om diezelfde reden zou ook de 19e-eeuwse benaming picture hat kunnen verwijzen naar het soort hoeden dat op oude schilderijen werd gedragen.
Het Nederlands kent geen eigennaam voor dit type hoed. Een enkele keer wordt door hoedenwinkels wel de (Spaanse) term pamela-hoed gebruikt.

## Geschiedenis
Eind 18e eeuw raakt dit type hoed in Europa voor het eerst in de mode. Sommige hoeden uit deze tijd hebben een hoge kroon, andere een lage, en zien er meer uit als een wagenwielhoed. Alle typen hebben als kenmerk dat ze een zeer brede rand hebben, met als doel de draagster te behoeden voor zonneschijn, om zo een (in de tijd zo gewenste) bleke huidskleur te behouden.
Picture hats waren opnieuw populair in de periode rond 1900, en werden vaak gecombineerd met volumineuze kapsels. De decoraties zoals zijden bloemen, struisvogelveren, pluimen, namaakfruit, tule, strikken en zelfs opgezette vogels werden hoog op de hoed gestapeld. Dit leidde regelmatig tot klachten als de hoeden in ruimtes als bioscopen en theaters werden gedragen, omdat de etiquette voorschrijft dat vrouwen hun hoed nooit afzetten, in tegenstelling tot mannen. De hoeden werden zowel van (vooral zwart) fluweel gemaakt voor winterse modellen, als van stro voor zomerse modellen, met de decoratie afgestemd op het seizoen.

Koningin Mary met picture hat, 1914

Picture hats werden door modejournalisten beschouwd als extreem en tamelijk opzichtig, bedoeld voor vrouwen die alle aandacht op zich wilden vestigden. Het feit dat de Britse koningin Mary, vrouw van koning George VI, een enthousiast drager was van picture hats, werd in die tijd als ongepast beschouwd.
Na de Eerste Wereldoorlog, en onder invloed van de Roaring Twenties en de kledingstijl van de Flappergirls, kreeg de picture hat concurrentie van kleinere hoeden met korte of geen randen, zoals cloches en toques. De hoed bleef wel populair voor speciale gelegenheden zoals bruiloften. Het modeadvies uit het Interbellum dicteerde dat kleine hoeden met korte randen gedragen werden in combinatie met korte rokken en jurken in slanke snit, en grote hoeden met brede randen gecombineerd moesten worden met lange jurken met wijdvallende rokken. Aan het eind van de jaren 20 is er een revival van de picture hat, al is de stijl minder uitbundig door het gebruik van minder of minimale decoratie, zoals enkel een hoedband. Ook hebben de hoeden geen hoge kronen meer.
In de jaren 30 komen er varianten waarbij de brede rand onregelmatig van vorm is of omgeslagen en vastgezet wordt, wat een flamboyant uiterlijk aan de hoed geeft.
Vanaf de tweede helft van de 20e eeuw blijft de hoed populair, maar wel steeds meer als onderdeel van gelegenheidskleding, zoals voor bruiloften en andere feestelijke gelegenheden. Een opvallende opleving was er in de jaren 70, waarbij bruiden en vooral bruidsmeisjes grote strooien hoeden met golvende brede randen droegen, passend bij de hippie- en flowerpower-kledingstijl uit die tijd.
Tijdens de jaarlijkse Royal Ascot-paardenraces in Groot-Brittannië (maar ook bij andere high-society-evenementen) is ook in de 21e eeuw nog altijd een grote diversiteit aan picture hats te zien.

## Galerij

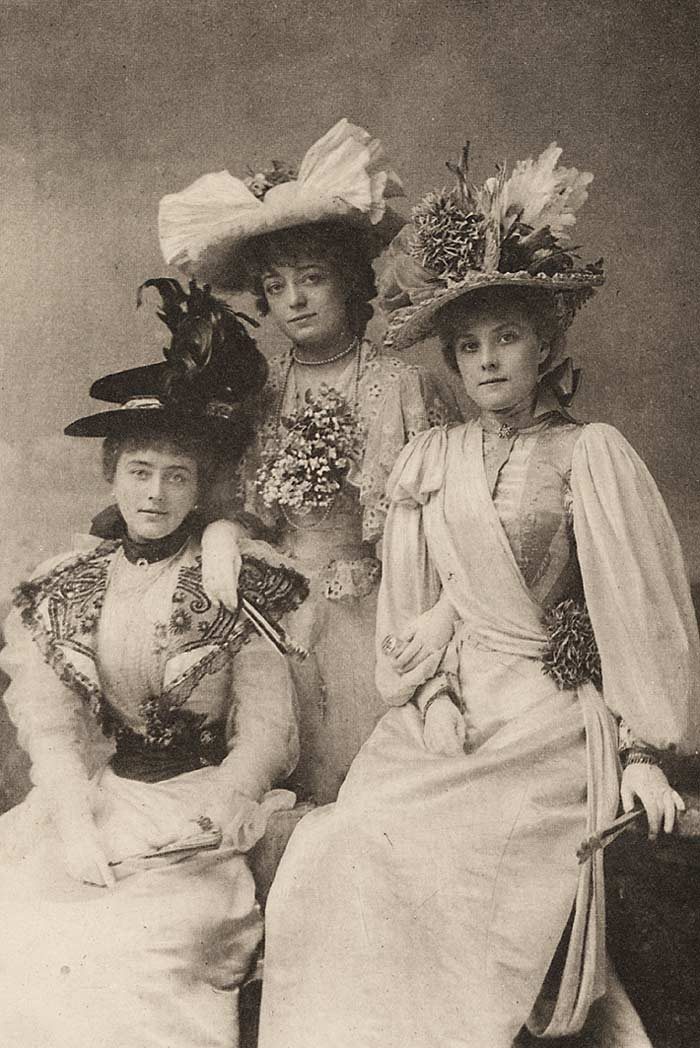
Vrouwen met picture hats, 1890
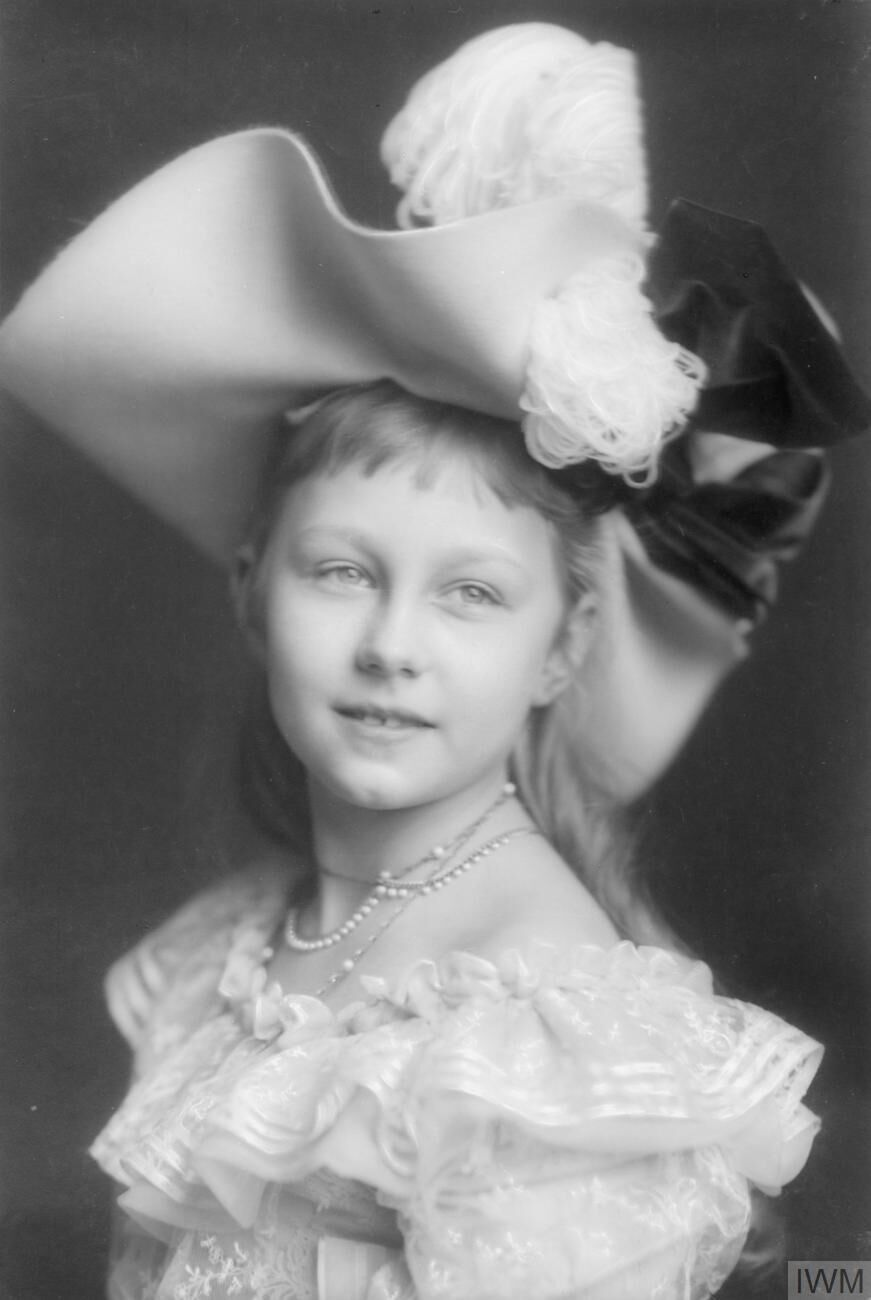
De 10-jarige prinses Victoria Louise van Pruisen met picture hat, 1902
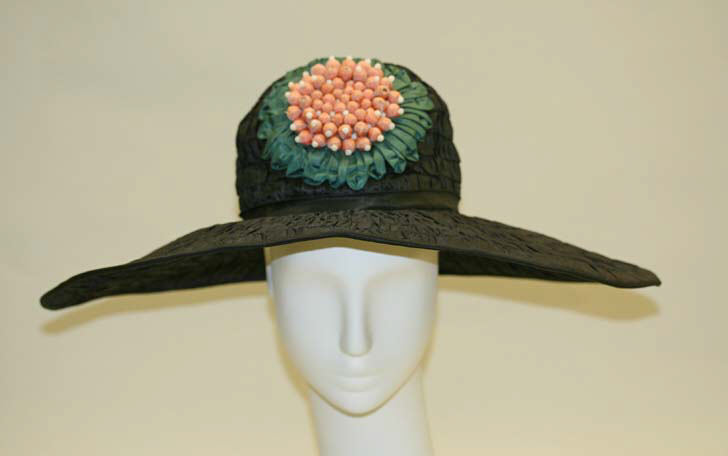
Picture hat van Jeanne Lanvin, 1922
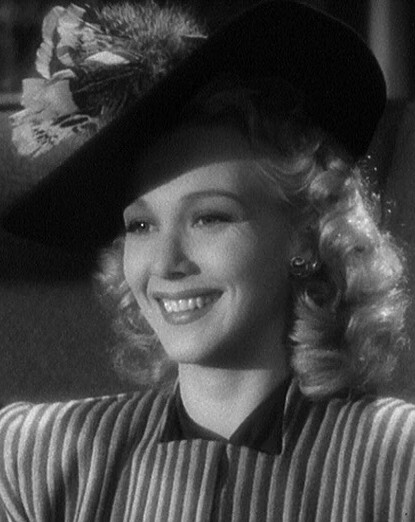
Picture hat met omgeslagen rand, 1941
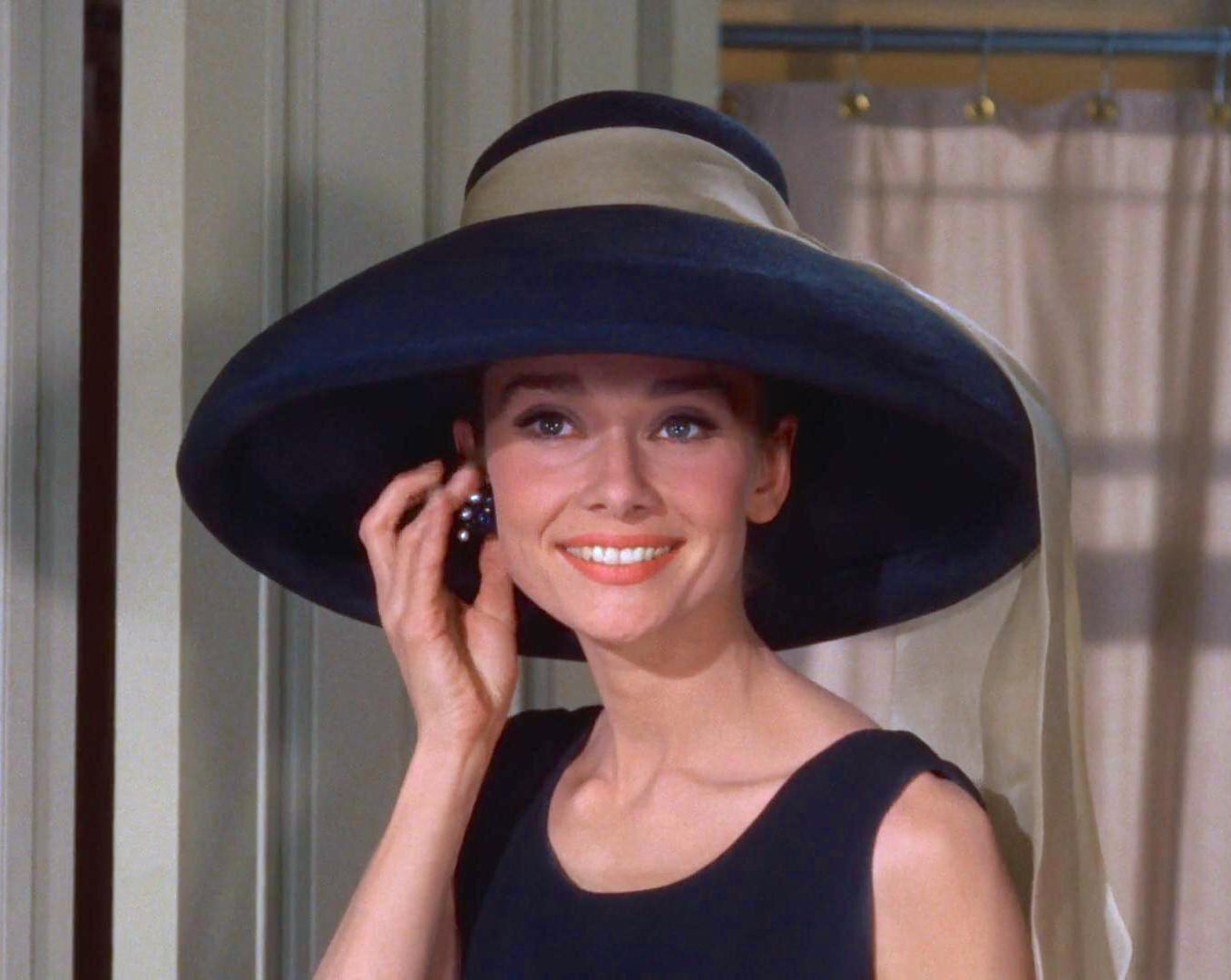
Audrey Hepburn met picture hat in de film Breakfast at Tiffany's, 1961
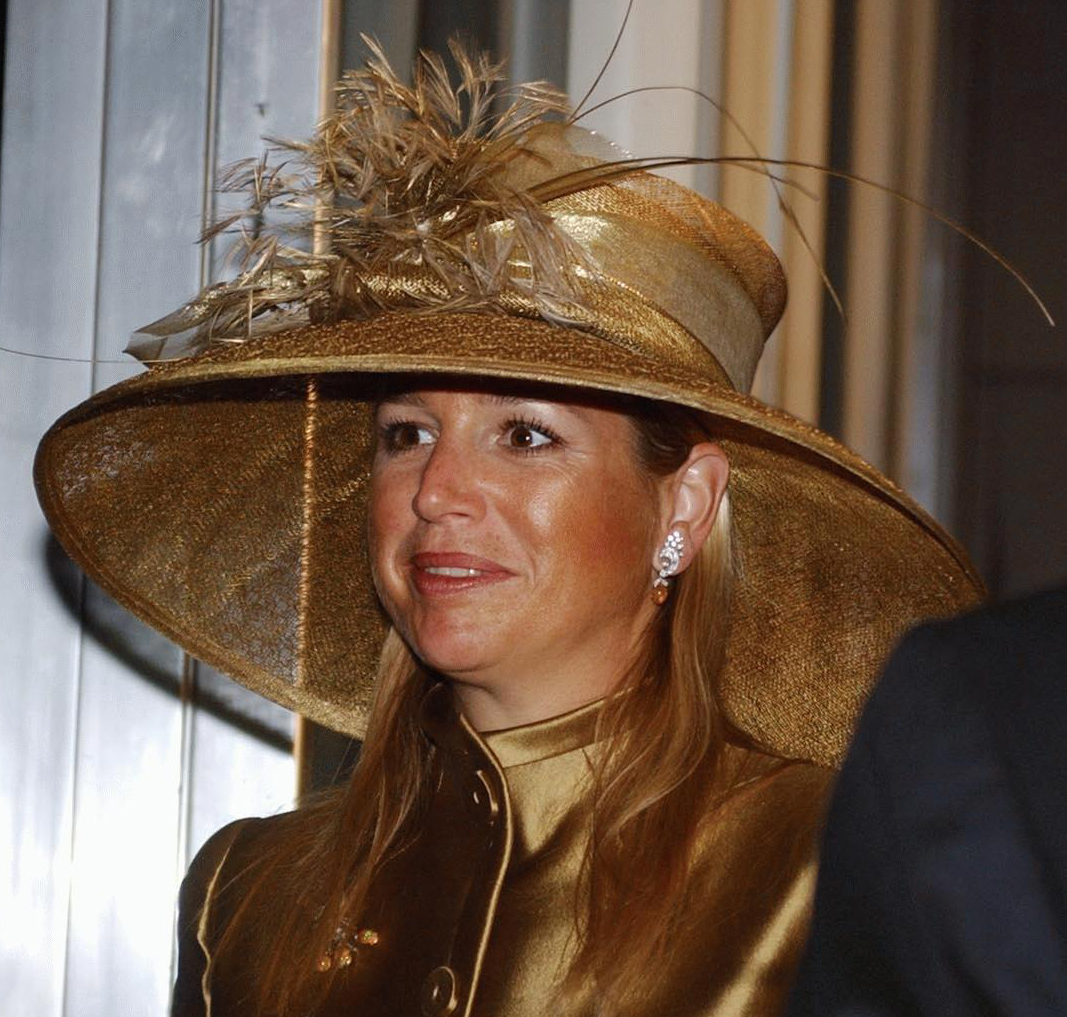
Máxima met picture hat, 2003
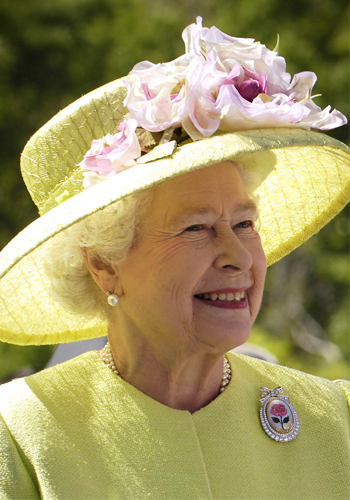
Koningin Elizabeth II met picture hat, 2007
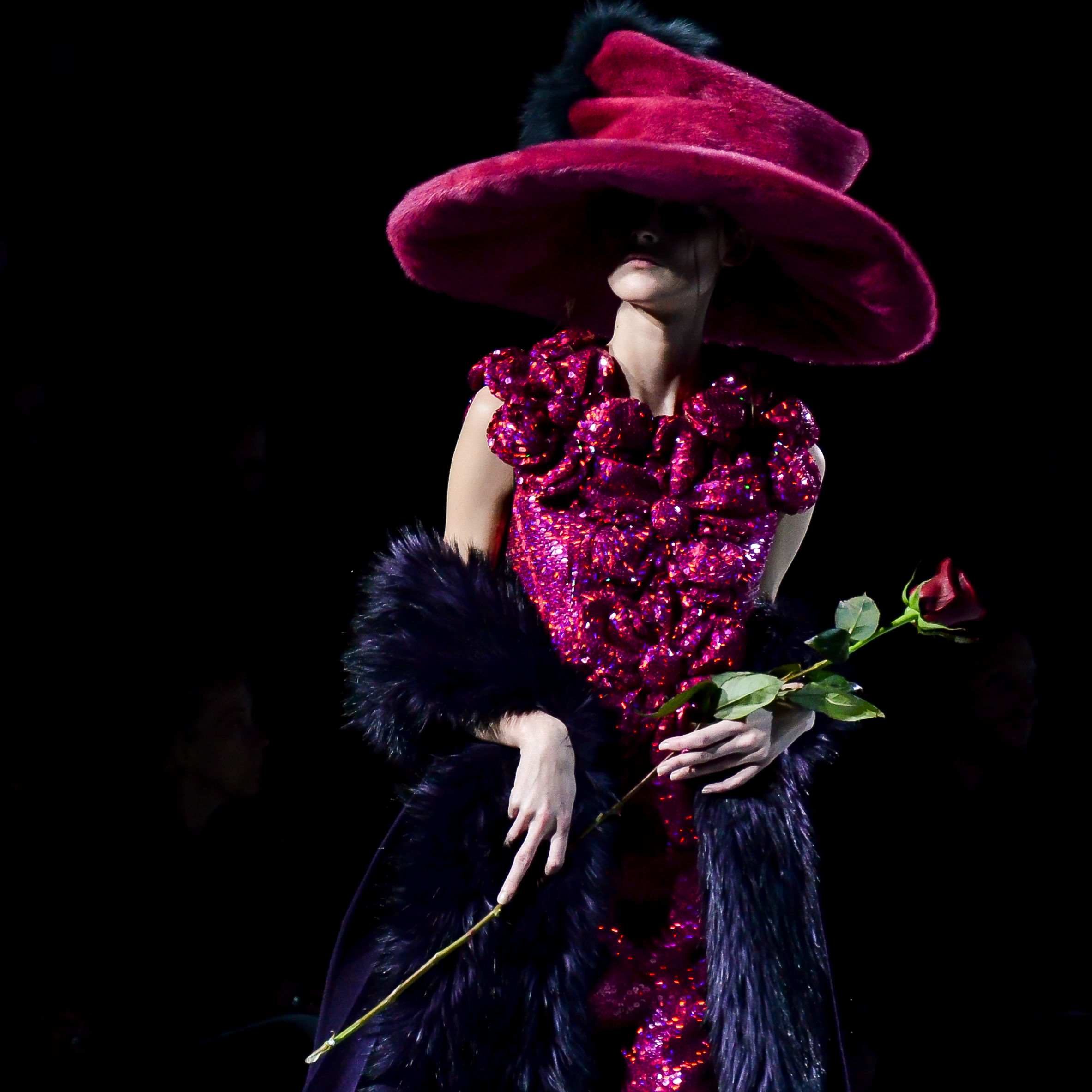
Picture hat van Marc Jacobs, collectie 2012
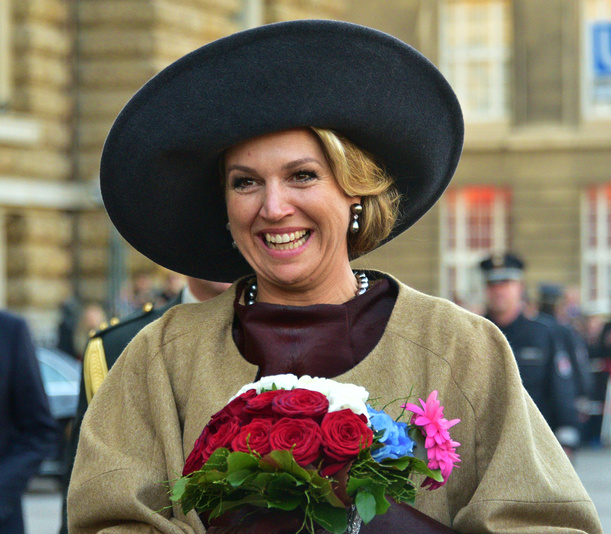
Koningin Máxima met picture hat, 2015
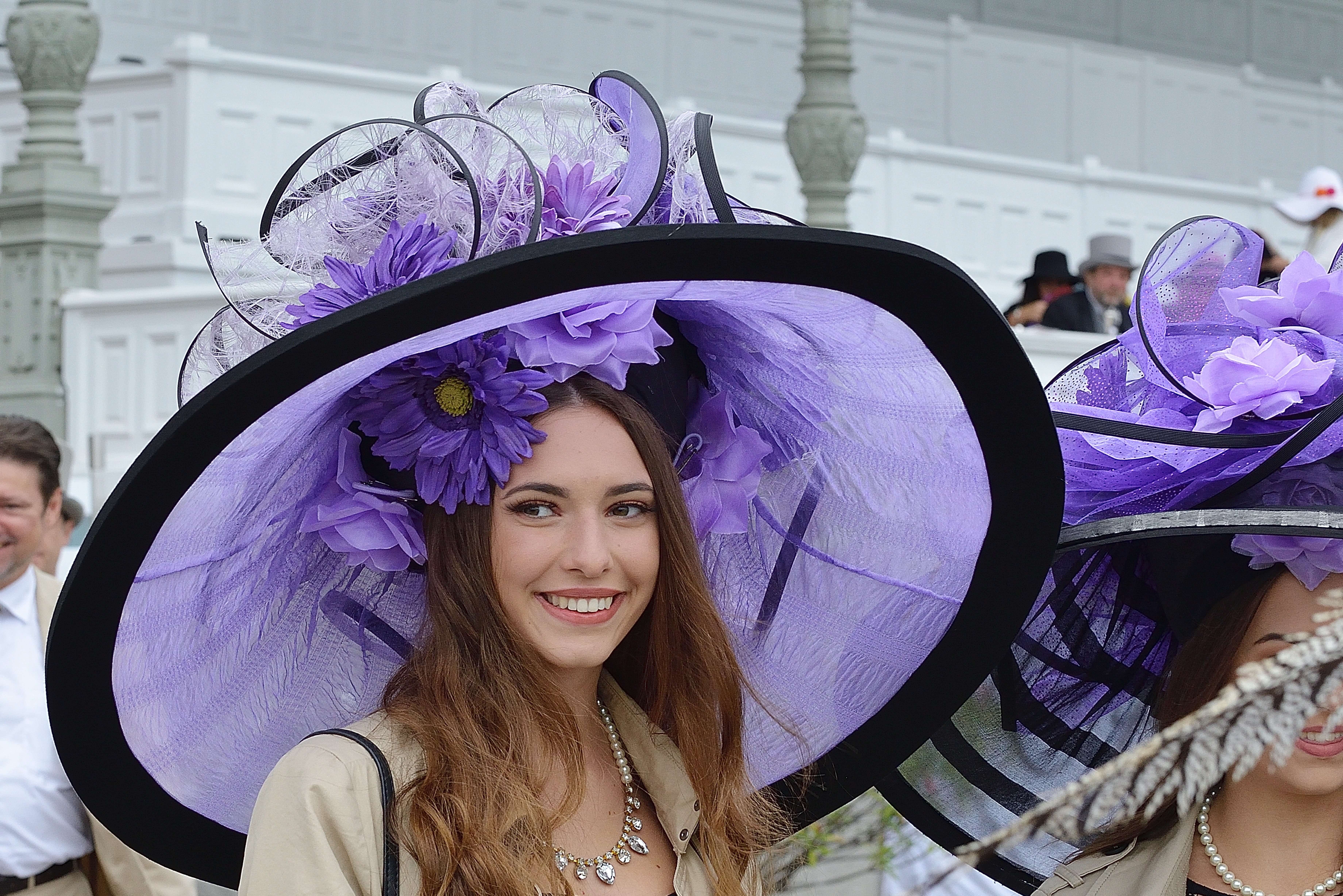
Picture hat tijdens de paardenraces in Wenen, 2017